# 추브추브스
추브추브스(The Chubbchubbs!)는 미국에서 제작된 에릭 암스트롱 감독의 2002년 애니메이션, 코미디, SF, 가족 영화이다. 브래드포드 사이몬슨 등이 주연으로 출연하였고 잭쿠이 반브룩 등이 제작에 참여하였다.

## 출연

### 주연
- 브래드포드 사이몬슨
- 피터 루리
- 릭 지에프

## 제작진
- 미술: 야로우 체니